# Großraumbüro

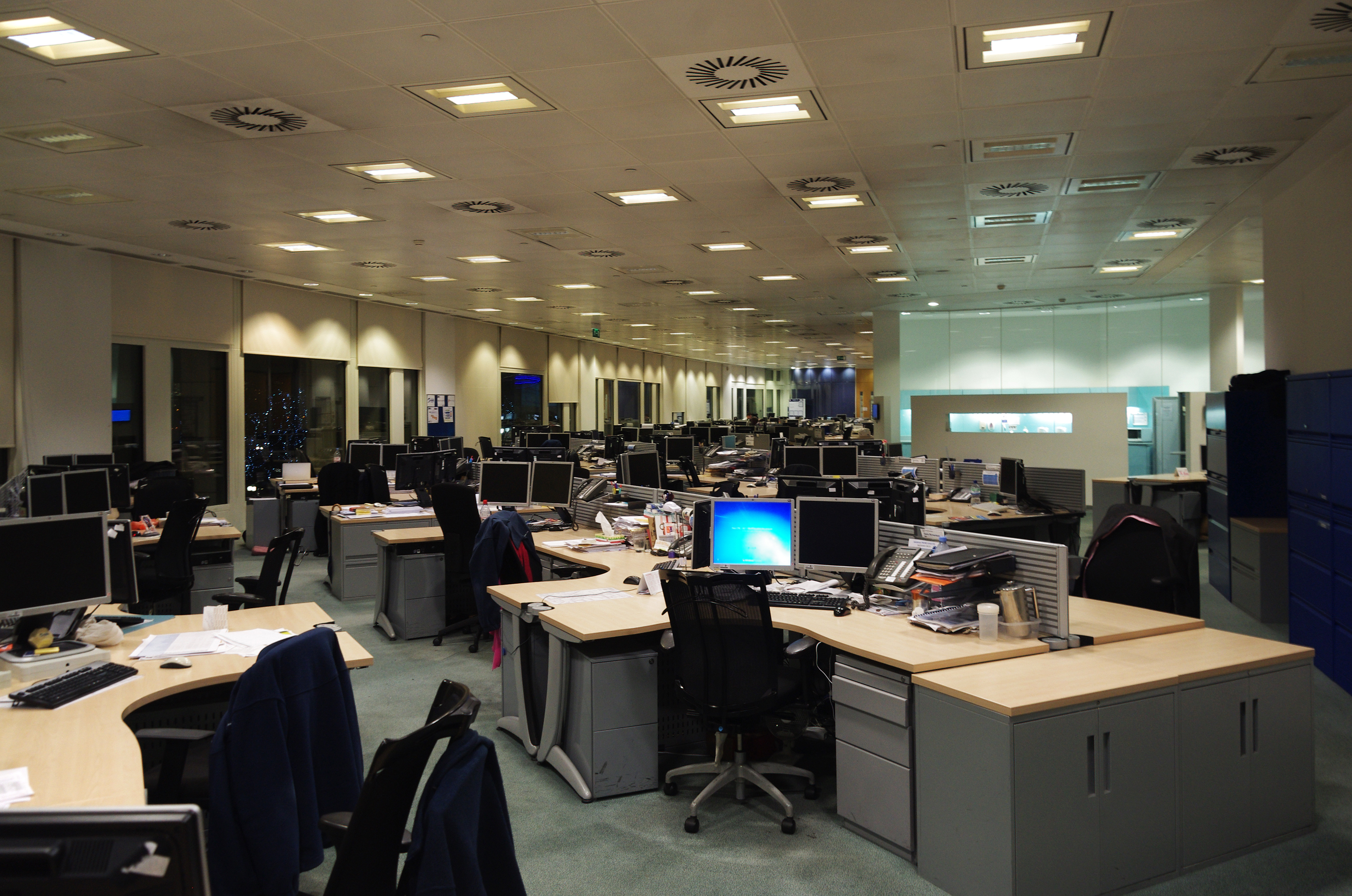
Ein offenes Großraumbüro

Ein Großraumbüro ist ein Bürokonzept. Es handelt sich um einen Raum mit großer Grundfläche, in dem sich viele Büroarbeitsplätze befinden. Eine eindeutige Definition für den Terminus Großraumbüro gibt es nicht. Verschiedene Definitionen beschreiben es als Büro mit mindestens zehn, einige auch als Büro mit mindestens 20 Arbeitsplätzen. Als Grundfläche weist ein Großraumbüro mindestens 400 m² auf.

## Gestaltung

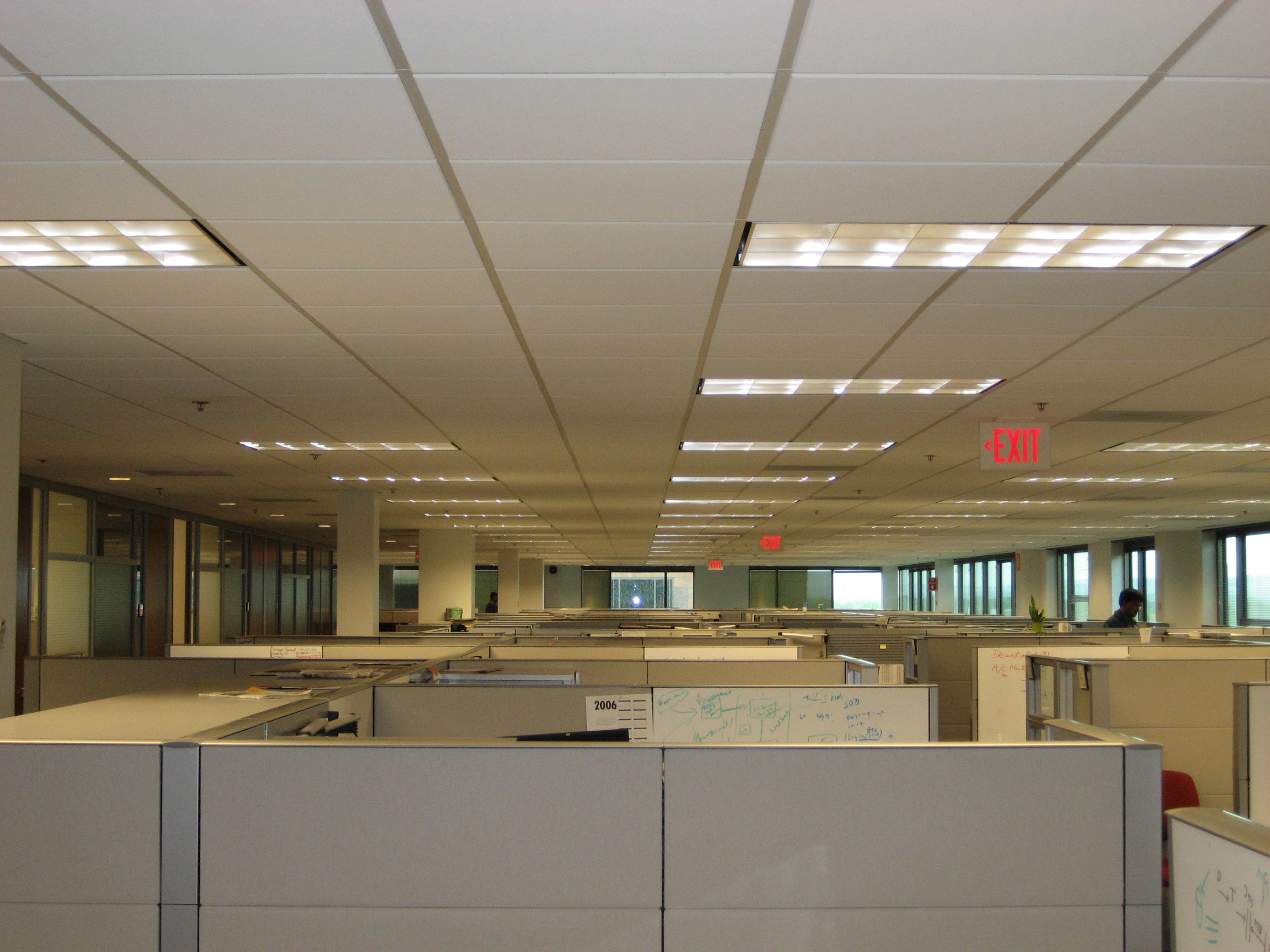
Ein in Kabinen (englisch Cubicles) unterteiltes Großraumbüro

Blick in ein Großraumbüro einer Versicherung (1983)

Großraumbüros sind oft durch mittelhohe Raumteiler (Cubicle-Wände) in Zellen und Gänge unterteilt. Die Zellen (meist einfach mit den englischen Begriffen Box oder Cubicle bezeichnet) enthalten einen oder mehrere Arbeitsplätze. In den USA ist vor allem das Cubicle-Office mit Einzel-Boxen verbreitet. Eine Box wird durch drei oder vier Raumteiler begrenzt. Diese haben meist eine Stoffbespannung und werden im Quadrat mit einer Seitenlänge von ca. 1,50 m aufgestellt, so dass sich eine Raumzelle mit einem Eingang ergibt. Die Raumteiler reichen nicht bis zur Decke, sie sind oft 1,50 m bis 1,65 m hoch.
Das erste deutsche Großraumbüro in entwarf der Essener Architekt Walter F. Becker (* 1924 in Paderborn) in Rheinhausen für mehr als 1000 Angestellte.
Bei der modernen Großraumbüro-Gestaltung wird Wert darauf gelegt, die Boxen in Fensternähe zu platzieren, damit die dort Arbeitenden Tageslicht erhalten. Im Kernbereich im Zentrum des Großraumbüros werden Archive oder Besprechungsräume untergebracht. Schalldämmende Raumteiler grenzen die einzelnen Cubicles voneinander ab und sollen trotz des offenen Raumes eine ungestörte Arbeitsatmosphäre schaffen. Cubicles für vier bis acht Beschäftigte sind tendenziell beliebter als Einzelarbeitsplätze.
Die moderne Großraumbürogestaltung orientiert sich zudem an den ausgeführten Tätigkeiten. Für Tätigkeiten, die eine hohe Konzentration erfordern, sind schallgedämmte Zellen von Vorteil. Tätigkeiten, die Teamarbeit erfordern, profitieren von einem offenen Raumkonzept, das Kommunikation erleichtert. Bei der Planung sind zudem die Richtwerte des Arbeitsschutzes zu beachten, die bspw. in Deutschland pro Arbeitsplatz inklusive Verkehrsflächen 12 bis 15 m² pro Person vorsehen (siehe Abschnitt „Recht“). Rückzugsräume sollen zu einem angenehmen Arbeitsklima beitragen.

## Vor- und Nachteile
Großraumbüros sind bei Arbeitnehmern in Deutschland oft unbeliebt, da der Schutz vor akustischen Störungen unzureichend ist und die Privatsphäre geringer ist; Mitarbeiter sehen sich einer ständigen sozialen Kontrolle oder Überwachung ausgesetzt und müssen zur Sicherung von vertraulichen Unterlagen und persönlichen Gegenständen vor Diebstahl oder unberechtigter Einsichtnahme Aufwand betreiben. Verschiedenen Studien zufolge fühlen sich Beschäftigte in Großraumbüros schneller gestresst, sind weniger produktiv und werden auch schneller krank. Eine australische Metastudie von 2009 analysierte Studien aus aller Welt zur Bürogestaltung und ermittelte, dass 90 Prozent der in Großraumbüros arbeitenden Beschäftigten über negative Einflüsse auf die körperliche und psychische Gesundheit berichteten. Probleme sind unter anderem Reizüberflutung, Verlust der Privatsphäre sowie das Gefühl, dass die Kollegen die Arbeit stetig überwachen würden. Diese Probleme würden bis zum Identitätsverlust führen. Zudem sei die Ansteckungsgefahr mit Viren und Bakterien im Großraumbüro deutlich höher als im Einzelbüro. Vor allem im Zuge der Covid-19-Pandemie wurden Großraumbüros als Ansteckungsrisiko gewertet.
Je nach Gestaltung können Großraumbüros noch weitere Nachteile aufweisen: In den inneren Bereichen sitzen die Beschäftigten weit vom Tageslicht entfernt bei Kunstlicht. Die Belüftung erfolgt häufig über Klimaanlagen. Welchen Einfluss die Büroraumgestaltung auf die Gesundheit und Leistungsfähigkeit der Beschäftigten hat, zeigte 2003  auch die 'Office Studie' des Fraunhofer-Instituts.
Großraumbüros haben auch Vorteile. Arbeitgeber können dadurch die Kosten für die Bürogestaltung senken („Cost-effective design“), heißt es in der australischen Studie. Die Kommunikation der Beschäftigten werde durch Großraumbüros gefördert, tatsächlich nimmt die gezielte interpersonelle Kommunikation in Großraumbüros aber ab. Größere Flexibilität bei der Raumgestaltung und eine bessere Überwachung der Mitarbeiter kann man als Vorteile sehen. Besonders die zum Teil wirtschaftlichere Flächennutzung lässt das Großraumbüro für viele Arbeitgeber attraktiv erscheinen.
Eine Übersichtsstudie aus 2023 von dem Professor Marcel Hülsbeck, Hochschule München, stellte fest, das Konzept des Großraumbüros schneide bei den individuellen und organisatorischen Leistungen von Wissensarbeitern am schlechtesten ab. In der vorliegenden Studie erwiesen sich Einzel- und (kleine) Gemeinschaftsbüros als die produktivste Umgebung für Wissensarbeiter.

## Akustik
Meist werden in Büros gehörschädigende Lärmpegel nicht erreicht. Der größte Störfaktor sind häufig Gespräche, besonders wenn der Inhalt für die eigene Arbeit irrelevant ist. So können extra-aurale – nicht das Gehör betreffende – Lärmwirkungen die Folge sein, wie z. B. Stress, eine geringere Leistungsfähigkeit oder eine höhere Fehlerrate.
Eine auf die Tätigkeiten der Beschäftigten angepasste akustische Gestaltung des Büroraums kann die negativen Auswirkungen von Geräuschen mindern, z. B. durch eine Zonierung der Gesamtfläche. Die messtechnische Erfassung der akustischen Parameter in Mehrpersonenbüros erfolgt auf der Grundlage der Norm DIN EN ISO 3382-3.
Moderne Großraumbüros bieten oft einzelne Plätze in sogenannten "Think Tanks"- schallgeschützten Kabinen, die für Telefonate, vertrauliche Gespräche mit wenigen Teilnehmern, und Onlinemeetings genutzt werden sollen.

## Recht

### Deutschland
Die Technischen Regeln für Arbeitsstätten (ASR) konkretisieren die Vorgaben der Arbeitsstättenverordnung von 2004, welche in § 6 Abs. 1 ArbStättV regelt:
Der Arbeitgeber hat solche Arbeitsräume bereitzustellen, die eine ausreichende Grundfläche und Höhe sowie einen ausreichenden Luftraum aufweisen.
Mit der Fassung der Arbeitsstättenverordnung von 2004 waren die Zahlenangaben für Grundfläche, lichte Höhe und Mindestluftraum, wie sie in § 23 v. F. der Arbeitsstättenverordnung von 1975 geregelt waren, aufgehoben. Mit den im September 2013 veröffentlichten ASR A1.2 „Raumabmessungen und Bewegungsflächen“ gelten nun wieder konkrete Zahlenvorgaben. So ist eine Mindestgrundfläche von 8 m² für einen Arbeitsplatz und 6 m² für jeden weiteren Arbeitsplatz vorgegeben, für Büros und Bildschirmarbeitsplätze sind es 8 bis 10 m² je Arbeitsplatz und für Großraumbüros aufgrund des höheren Verkehrsflächenbedarfs und der akustischen und visuellen Störfaktoren 12 bis 15 m² je Arbeitsplatz.